# Herberts Dāboliņš
Kārlis Herberts Dāboliņš (ur. 21 sierpnia 1908 w parafii Allažu, Sigulda, zm. 8 listopada 2000 w Nowym Jorku) – łotewski biegacz narciarski, olimpijczyk. Reprezentant klubu ASK Ryga.
Uczestnik igrzysk olimpijskich w Garmisch-Partenkirchen. Zajął 58. miejsce w biegu na 18 km. W sztafecie 4 × 10 km sztafeta łotewska w składzie: Herberts Dāboliņš, Edgars Gruzītis, Pauls Kaņeps, Alberts Riekstiņš osiągnęła 13. lokatę w stawce 16 zespołów.
Mistrz Łotwy z 1938 roku. Był żołnierzem.